# Olivier Ragot
Olivier Ragot (* 24. August 1981) ist ein französischer Radrennfahrer aus Martinique.
Olivier Ragot gewann 2004 bei der Karibikmeisterschaft auf St. Lucia die Bronzemedaille im Straßenrennen. 2006 belegte er bei der Karibikmeisterschaft den 18. Platz im Straßenrennen. Ragot gewann 2007, 2009 und 2010 jeweils eine Etappe der Tour de la Martinique.

## Erfolge
2007
- eine Etappe Tour de la Martinique

2009
- eine Etappe Tour de la Martinique

2010
- eine Etappe Tour de la Martinique